# Eurhopalothrix speciosa
Eurhopalothrix speciosa é uma espécie de formiga do gênero Eurhopalothrix, pertencente à subfamília Myrmicinae.